# Стержневая радиолампа
Стержнева́я радиола́мпа — электронная лампа с электродами, выполненными в виде системы тонких сплошных стержней, расположенных параллельно катоду.
Стержневые лампы отличаются от традиционных (с витыми сетками) лучшей экономичностью, более широким частотным диапазоном, лучшими шумовыми характеристиками, возможностью работы при низком анодном напряжении, большей механической и радиационной стойкостью.
Стержневые лампы изобретены в СССР В. Н. Авдеевым (1915—1972) в 1950-х годах и широко применялись в портативной и бортовой радиоаппаратуре, в том числе ракетной и космической. Эта разработка позволила в 1950-е — 1960-е годы компенсировать отставание СССР в области создания высокочастотных полупроводниковых приборов.

## Конструкция

Поперечный разрез стержневой лампы

В отличие от традиционных сеточных ламп, в стержневых лампах управление электронным потоком происходит по принципу электронно-оптической фокусировки. Каждая «сетка» стержневой лампы представляет собой пару параллельных стержней — своеобразные ворота на пути электронов от катода к аноду. Электрическое поле «сеток» образует между катодом и анодом систему электронных линз. Изменение потенциала на управляющей «сетке» приводит к изменению формы пространственного заряда в области катода. Площадь излучения пространственного заряда изменяется, соответственно изменяется и ток катода. Вторая и третья «сетки» формируют электронный поток и фокусируют его на анодных электродах. Таким образом, траектории электронов в стержневой лампе более упорядоченны, чем в сеточной. За счёт этого в стержневой лампе более эффективно используется катодный ток, чем в традиционной (то есть повышается экономичность), стержневые лампы лучше работают на частотах УКВ диапазона и имеют более высокое входное сопротивление, могут работать при пониженном анодном напряжении (50 вольт и меньше) почти без потери характеристик. Недостатки стержневых ламп — невысокая крутизна характеристики (в пределах 1…3 мА/В; для сравнения — номинальная крутизна широко распространённого пентода 6Ж1П — 5,4 мА/В, 6Ж52П — 55 мА/В), а также их чувствительность к внешним магнитным полям.

## Номенклатура
Все выпускавшиеся в СССР стержневые лампы представляли собой пентоды прямого накала в миниатюрном стеклянном баллоне с гибкими выводами (шифр исполнения А и Б, см. Радиолампы производства СССР/России). В номенклатуре были, в частности, сверхэкономичные лампы 1Ж30Б и 1Ж42А, они работают при низком анодном напряжении (12 и 6 В). 1Ж29Б, 1Ж36Б, 1П22Б, 1П24Б, 1П32Б, 2П5Б имеют нить накала из двух одинаковых половин, их можно включать параллельно или последовательно и питать напряжением 1,2 В или 2,4 В соответственно. 1Ж36Б и 1П32Б — лампы с повышенной ударопрочностью и малым сроком службы (единицы часов) для бортовой аппаратуры одноразового применения, например, в ракетных и артиллерийских снарядах.

## Применение
На стержневых лампах были выполнены, в частности:
- ряд носимых и мобильных радиостанций военного и гражданского назначения («Недра», «Марс»[3], Р-105М, Р-123[4], Р-126, Р-130[5], Р-352[6], Р-353[7], РСО-5 «Полоса»[8] и др.);
- аварийная авиационная радиостанция Р-855 «Комар»[9];
- военные связные приёмники Р-309[10], Р-323[11], Р-326[12];
- радиостанция для планёров «Муха» и радиоприёмник для парашютистов «Залив»[13];
- бытовой ультрафиолетовый излучатель «Фотон» производства МЭЛЗ;
- первый вариант системы радиоуправления моделями «Сигнал» (только в передатчике).